# Гимн
Гимн (через пол. hymn и лат. hymnus, от др.-греч. ὕμνος) — песня, восхваляющая и прославляющая кого-либо или что-либо (первоначально — божество).

## Этимология
Слово не имеет ясной этимологии. Античность связывала его с глаголом ткать (др.-греч. ὑφαίνω), понимая гимн как «сотканную» песнь. В те времена всякое произнесение слов метафорически понимали как ткацкий процесс, как соединение слов в речевую «ткань».
Но фактов греческого языка недостаточно для объяснения этимологии слова «гимн». П. Шантрен возводит его происхождение к догреческим или негреческим истокам, ссылаясь на такие слова, как дифирамб, элегия, лин, являющиеся негреческими по происхождению, которые указывают на разные виды ритмически произносимых текстов, в дальнейшем переходящих в песнь.

## Религиозный гимн
В индийской поэзии гимны к богам являются не только древнейшим памятником художественного слова вообще, но занимают огромное место и в литературе позднейших эпох — как санскритской, так и на средне- и новоиндийских языках (так наз. «стотра»); место богов в буддийской литературе заменяет Будда, в джайнской литературе — Джины, в поэзии позднейших магометанских мистиков — образ единого божества.
Не меньшее значение имеют гимны в древних литературах средиземноморского культурного круга: египетские и вавилонские гимны к богам поражают иногда яркостью образов и эмоциональным подъёмом. По тематике и стилю к вавилонским гимнам близки древнееврейские гимны к Яхве (см. псалом 28), частью собранные в Псалтыри, частью разбросанные по другим (повествовательным) книгам Библии.
На Ближнем Востоке арабская литература в отношении распространения и значения гимнической поэзии сильно контрастирует с персидской. Религиозная лирика у арабов вообще развивалась слабо. Только в XIII веке, в эпоху экономического и политического упадка и падения светской культуры, большую известность получает гимн-касыда Бусири в честь Мухаммеда («Бурда» — «Плащ Пророка») и мистические суфийские гимны Омара ибн-аль-Фарида.
Несравненно богаче и художественнее гимны персидских суфиев. Эти гимны (лучшие — Джалаледдина Руми, XIII век), проникнутые пантеистической символикой, экстатическими и эротическими мотивами, исполняются на радениях дервишей. Суфийский символизм окрасил с XII века и всю светскую персидскую (потом и турецкую) лирику, так что обыкновенно нельзя провести границы между простой любовной песнью и мистико-пантеистическим гимном (например, у Хафиза, Саади).
Своеобразны формы гимнов на Дальнем Востоке. Китайская поэзия, наряду с собственно гимнами, содержащими обращения к небу и восхваление предков, располагает близкой к гимнам формой од (дая и лоя — большие и малые оды), в которых описаны подвиги основателей древних династий. Эти оды дают богатый исторический материал в эпическом изложении. Некоторые из них, по-видимому, могли служить боевыми песнями.
В поэзии Греции и Рима гимны к богам занимают сравнительно незначительное место; обязательное включение гимна в композицию трагедии (как и в древнеиндийской драме) свидетельствует о культовом происхождении этого жанра. В древнегреческом гимне, в отличие от чисто лирического пафоса восточных гимнов, иногда наблюдается преобладание эпического элемента, превращающего порой гимн в чисто фабульное повествование («гомеровские гимны»). С другой стороны, в греческой поэзии представлена чуждая восточной поэзии форма приуроченного к общественным деятелям и празднествам гимна — энкомии, эпиникии, связанного с именами Ивика, Пиндара, Симонида, Вакхилида. (см. также гимнодия).
Из гимнических гекзаметрических циклов сохранились гимны Гомера, Каллимаха, орфические гимны, гимны Прокла, Синесия, из мелики периода классики и эллинизма — лишь отдельные произведения.

### Христианскаягимнография
Эпоха раннего христианства, отражающая мистические настроения экономически и политически упадочной Римской империи, характеризуется расцветом гимнической поэзии. Особенно стойкой и продуктивной является эта форма в Византии, где выступают такие крупные гимнические поэты, как Иоанн Дамаскин и Роман Сладкопевец. (См. также гимнология и гимнография). Через Византию форма гимна, вместе с христианством, проникает в славянские (церковные) литературы. Некоторые из латинских гимнов (амвросианские гимны, гимны Пруденция), вошедшие в дальнейшем в культовый обряд католической церкви, оказали огромное влияние на развитие не только религиозной, но и светской лирики позднейшего средневековья Запада. Творчество гимнов сперва на латинском, позднее и на народных языках, проходит через все средневековье;  расслоение духовенства и появление вагантов порождает пародическую форму гимнов (гимны вагантов-голиардов к Бахусу и вину).
Новые мотивы в тематику гимнов вносит Возрождение — гимн св. Франциска Ассизского к «брату Солнцу». Городская буржуазия, выступающая в реформационных движениях, использует форму религиозного гимна на народном языке как форму агитационной литературы, переделывая старые католические гимны для выражения протестантской идеологии.
Гимн Лютера «Ein feste Burg» становится боевой песнью немецких протестантов; с пением гимнов шли сражаться и войска Кромвеля. Экономическая депрессия Германии после 30-летней войны и вызванный ею расцвет религиозных и мистических настроений порождают последнюю сильную волну гимнической поэзии (Ангелус Силезиус, Пауль Герхардт, Пауль Флеминг и др.). (См. также антем.) Изживание литературной формы сказывается (как и в позднейшем творчестве пиетизма и теизма XVIII в.) в обращении частью к формам народной песни (имевшем и воспитательную цель — борьбу с любовной песней), частью же к формам светской эротической поэзии (пастораль). В современной лит-ре форма религиозного гимна продолжает использоваться в богослужении и молитвах (как минимум, в протестантских конфессиях христианства).

## Литературный гимн
В начале XIX в. романтики пытаются воскресить форму гимна как эмоционально насыщенной (патетической) и метрически свободной лирической формы — «Гимны к ночи» (нем. Hymnen an die Nacht) Новалиса; подражание этой форме Гейне — нем. «Ich bin das Schwert, ich bin die Flamme» — представляет уже подлинное «стихотворение в прозе». В Англии гимны Новалиса переводил Джордж Макдональд.

## Национальный гимн
Песня, являющаяся одним из видов национальных символов, наряду с флагом и гербом.
Использование религиозного гимна как боевой песни порождает явление так называемого «национального гимна» — торжественной песни нерелигиозного характера, исполняемой при всех официальных случаях. Некоторые из произведений этого рода являются отражением националистических («Die Wacht am Rhein», «Das Lied der Deutschen», «Rule Britannia») и революционных («Марсельеза») настроений, тогда как другие — образцы продукции так называемой «придворной» поэзии («God save the King»).
Первым широко известным в Европе национальным гимном является британский «God save our Lord the King» («Боже, храни короля»). До сих пор он не является официальным государственным гимном (то есть его никогда не утверждал законом король или парламент). Затем в подражание ему появились гимны других европейских государств. Первоначально большинство из них пелись на музыку британского гимна (например, российская «Молитва русских», американский «My Country, 'Tis of Thee», гимн Германской империи «Heil dir im Siegerkranz», швейцарский «Rufst du mein Vaterland» и другие — всего около 20 гимнов). После того, как гимны стали утверждаться монархами либо парламентами, почти каждый гимн получил собственную мелодию. Но гимн Лихтенштейна — песня «Oben am jungen Rhein» — до сих пор поётся на музыку английского гимна.

## Корпоративный гимн
Корпоративный гимн — песенное произведение, используемое компанией и являющееся составляющей корпоративной культуры (например, гимн Википедии).